# Engyum zonarium
Engyum zonarium là một loài bọ cánh cứng trong họ Cerambycidae.